# زاکاتلکو
زاکاتلکو (به اسپانیایی: Zacatelco) یک منطقهٔ مسکونی در مکزیک است که در Zacatelco Municipality واقع شده‌است. زاکاتلکو ۳۱٫۳۸ کیلومتر مربع مساحت و ۳۸٬۴۶۶ نفر جمعیت دارد و ۲٬۲۱۰ متر بالاتر از سطح دریا واقع شده‌است.

## خواهرخوانده
شهرهای Apizaco, Calpulalpan, Huamantla, Tlaxco Municipality و Chiautempan خواهرخوانده‌های زاکاتلکو هستند.